# Tiro al aire
Tiro al aire es una película de Argentina filmada en Eastmancolor estrenada el 2 de octubre del año 1980. Dirigida por Mario Sabato. Escrita por Mario Sabato. Protagonizada por Héctor Alterio. Coprotagonizada por Graciela Alfano, Aldo Barbero, Héctor Bidonde, Julio De Grazia, Diana Ingro,  Enrique Pinti, Rodolfo Ranni, Elena Sedova, Fernando Siro, Luis Tasca y Marcos Zucker. También, contó con la actuación especial de Antonio Gasalla. La participación de Graciela Dufau. Y las presentaciones de Adrián Ferrario y Paula Domínguez. En este filme, Héctor Alterio retornó al cine argentino luego de su exilio en España.

## Sinopsis
Un hombre viudo que trabaja como actor en papeles secundarios busca con su hijo de 10 años la oportunidad de su vida.

## Reparto
Colaboraron en el filme los siguientes intérpretes:
- Héctor Alterio
- Graciela Alfano
- Aldo Barbero
- Héctor Bidonde
- Rodolfo Ranni
- Julio De Grazia
- Diana Ingro
- Enrique Pinti
- Elena Sedova
- Fernando Siro
- Luis Tasca
- Marcos Zucker
- Adrián Ferrario
- Paula Domínguez
- Graciela Dufau
- Antonio Gasalla
- Gogó Andreu
- Rodolfo Brindisi
- Jorge D'Elía
- Agó Franzetti
- Mario Lozano
- Carlos Moreno
- Roberto Pagani
- Oscar Roy

## Comentarios
Jorge Miguel Couselo en Clarín dijo:

«Alterio, humor y ternura…cn otra excelente interpretación. Aunque la película…no evite el estallido dramático, deja prevalecer el tono de comedia en la radiografía de la vida.»

Fernando Masllorens en El Cronista Comercial escribió:

« Aunque se pueda objetar la endeblez del guion, Tiro al aire cobra singular vuelo gracias a Héctor Alterio…El film contrapone constantemente la inseguridad del padre y la suficiencia del hijo.»

La Razón opinó:

«Mario Sabato y un lúcido film que mezcla la ternura y el sentimentalismo con un conmovedor trasfondo.»

Manrupe y Portela escriben:

«Comedia sentimental y light con toques de grotesco y un chic dominando la escena.»